# Cowboys from Hell
A Cowboys from Hell az amerikai Pantera metalegyüttes ötödik stúdióalbuma, amely 1990. július 24-én jelent meg az Atco Records kiadásában. Ez a lemez volt a zenekar nagykiadós debütálása az Atlantic Records alkiadójánál, és az első Pantera-album melyen Terry Date producerrel dolgoztak együtt.
Az IGN magazin 2007-es "A legnagyobb hatású heavy metal albumok" elnevezésű listáján a 19. helyen szerepel. A lista ismertetője szerint a Cowboys from Hell és az azt követő Vulgar Display of Power lemezekkel a Pantera definiálta az 1990-es évek metalzenéjét. A Cowboys from Hell a következő album sikere nyomán lépte át az Egyesült Államokban az 500.000 eladott példányt és lett aranylemez 1993-ban, majd 1997-ben 1 millió eladás után platinalemez.
Az album eredeti kiadásának huszadik évfordulóján, 2010 szeptemberében, megjelent a Cowboys from Hell remaszterelt változata. A megújult hangzású album keveréséhez az eredeti analóg felvételeket használták. A bővített kiadáshoz tartozó bónusz CD-re korábban kiadatlan koncertfelvételek mellett az Alive and Hostile EP is felkerült. A deluxe kiadás tartalmazott egy harmadik CD-t is az album tíz dalának demóverziójával, illetve a korábban kiadatlan The Will to Survive dal demófelvételével. A Cowboys from Hell album 2010-es újrakiadása felkerült a Billboard 200 lemezeladási listára is, a 117. helyen.

## Az album dalai

### Eredeti kiadás (1990)
Az összes szám szerzője Phil Anselmo, Dimebag Darrell, Rex Brown, Vinnie Paul. 
| 1.    | Cowboys from Hell      | 4:06 |
| 2.    | Primal Concrete Sledge | 2:13 |
| 3.    | Psycho Holiday         | 5:19 |
| 4.    | Heresy                 | 4:47 |
| 5.    | Cemetery Gates         | 7:03 |
| 6.    | Domination             | 5:04 |
| 7.    | Shattered              | 3:22 |
| 8.    | Clash with Reality     | 5:16 |
| 9.    | Medicine Man           | 5:15 |
| 10.   | Message in Blood       | 5:14 |
| 11.   | The Sleep              | 5:47 |
| 12.   | The Art of Shredding   | 4:18 |
| 57:44 |                        |      |

### 20 éves jubileumi kiadás (2010)

#### Disc 1: Remastered Album
A dallista megegyezik az eredeti kiadással.

#### Disc 2: Expanded Edition bonus CD
| 1. | Domination (Live at Foundations Forum, 1990)             | 4:55 |
| 2. | Psycho Holiday (Live at Foundations Forum, 1990)         | 5:25 |
| 3. | The Art of Shredding (Live at Foundations Forum, 1990)   | 5:47 |
| 4. | Cowboys from Hell (Live at Foundations Forum, 1990)      | 5:01 |
| 5. | Cemetery Gates (Live at Foundations Forum, 1990)         | 7:05 |
| 6. | Primal Concrete Sledge (Live at Foundations Forum, 1990) | 3:51 |
| 7. | Heresy (Live at Foundations Forum, 1990)                 | 5:12 |

| Alive and Hostile EP | Alive and Hostile EP                                      | Alive and Hostile EP | Alive and Hostile EP | Alive and Hostile EP | Alive and Hostile EP | Alive and Hostile EP | Alive and Hostile EP | Alive and Hostile EP | Alive and Hostile EP |
| #                    | Cím                                                       | Hossz                |                      |                      |                      |                      |                      |                      |                      |
| -------------------- | --------------------------------------------------------- | -------------------- | -------------------- | -------------------- | -------------------- | -------------------- | -------------------- | -------------------- | -------------------- |
| 8.                   | Domination (Live at Monsters In Moscow, 1991)             | 7:05                 |                      |                      |                      |                      |                      |                      |                      |
| 9.                   | Primal Concrete Sledge (Live at Monsters In Moscow, 1991) | 3:17                 |                      |                      |                      |                      |                      |                      |                      |
| 10.                  | Cowboys from Hell (Live at Monsters In Moscow, 1991)      | 4:16                 |                      |                      |                      |                      |                      |                      |                      |
| 11.                  | Heresy (Live at Monsters In Moscow, 1991)                 | 4:59                 |                      |                      |                      |                      |                      |                      |                      |
| 12.                  | Psycho Holiday (Live at Monsters In Moscow, 1991)         | 5:50                 |                      |                      |                      |                      |                      |                      |                      |
| 62:37                |                                                           |                      |                      |                      |                      |                      |                      |                      |                      |

#### Disc 3:Cowboys from Hell: The Demos
Kizárólag az album 'Deluxe' és 'Ultimate' kiadásain elérhető.
| 1.    | The Will to Survive (demo)  | 4:14 |
| 2.    | Shattered (demo)            | 4:47 |
| 3.    | Cowboys from Hell (demo)    | 4:06 |
| 4.    | Heresy (demo)               | 4:42 |
| 5.    | Cemetery Gates (demo)       | 5:19 |
| 6.    | Psycho Holiday (demo)       | 5:09 |
| 7.    | Medicine Man (demo)         | 4:52 |
| 8.    | Message in Blood (demo)     | 4:57 |
| 9.    | Domination (demo)           | 4:45 |
| 10.   | The Sleep (demo)            | 6:15 |
| 11.   | The Art of Shredding (demo) | 4:11 |
| 56:14 |                             |      |

## Közreműködők
Pantera
- Phil Anselmo – ének
- Diamond Darrell –  gitár
- Rex Brown – basszusgitár, akusztikus gitár és zongora (a Cemetery Gates dalban)
- Vinnie Paul – dobok

Produkció
- Terry Date – producer, hangmérnök
- Matt Lane – hangmérnök asszisztens
- Matt Gililland – hangmérnök asszisztens
- Howie Weinberg – audio mastering